# Oester (gerecht)

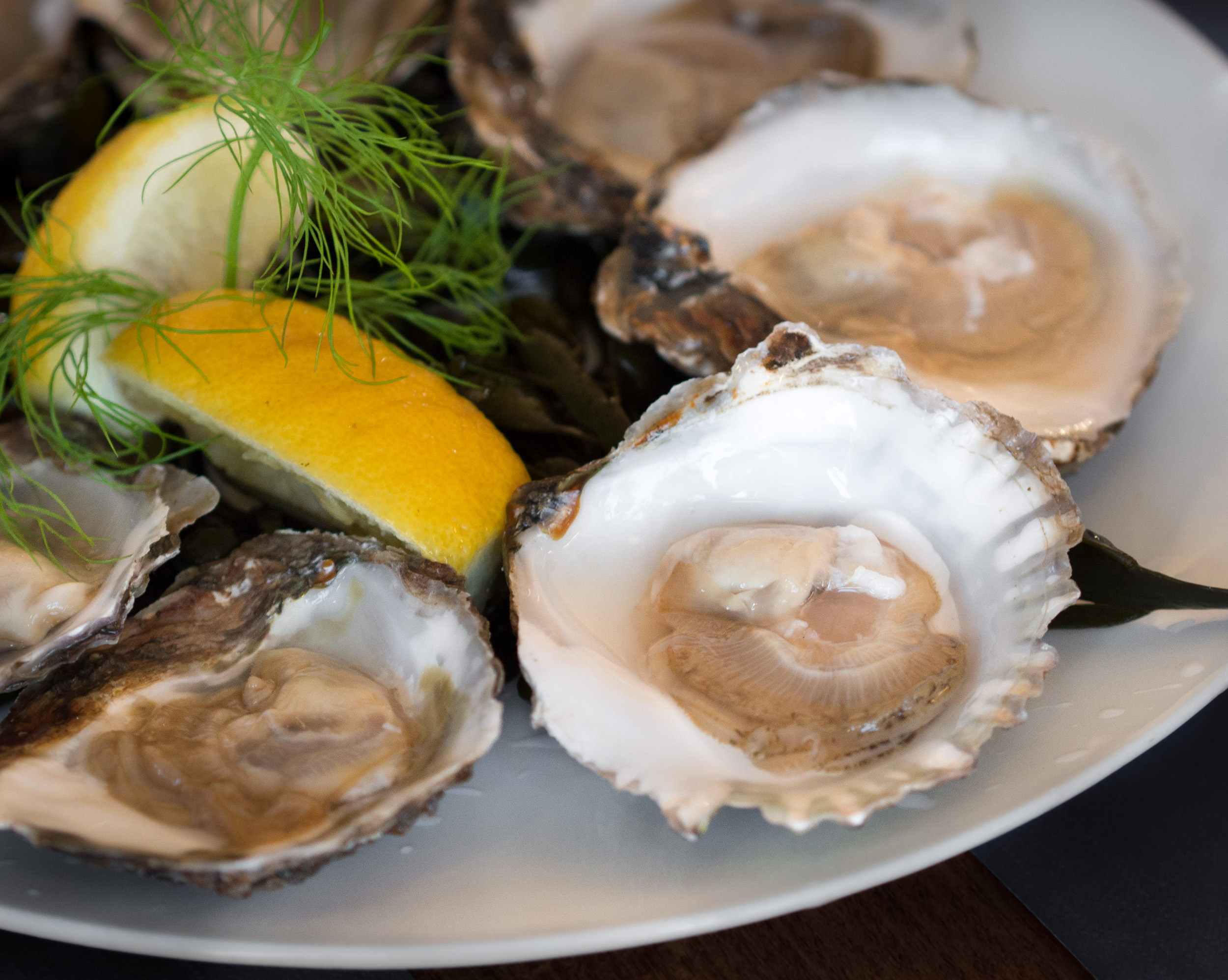
Zeeuwse Ostrea edulis in Yerseke

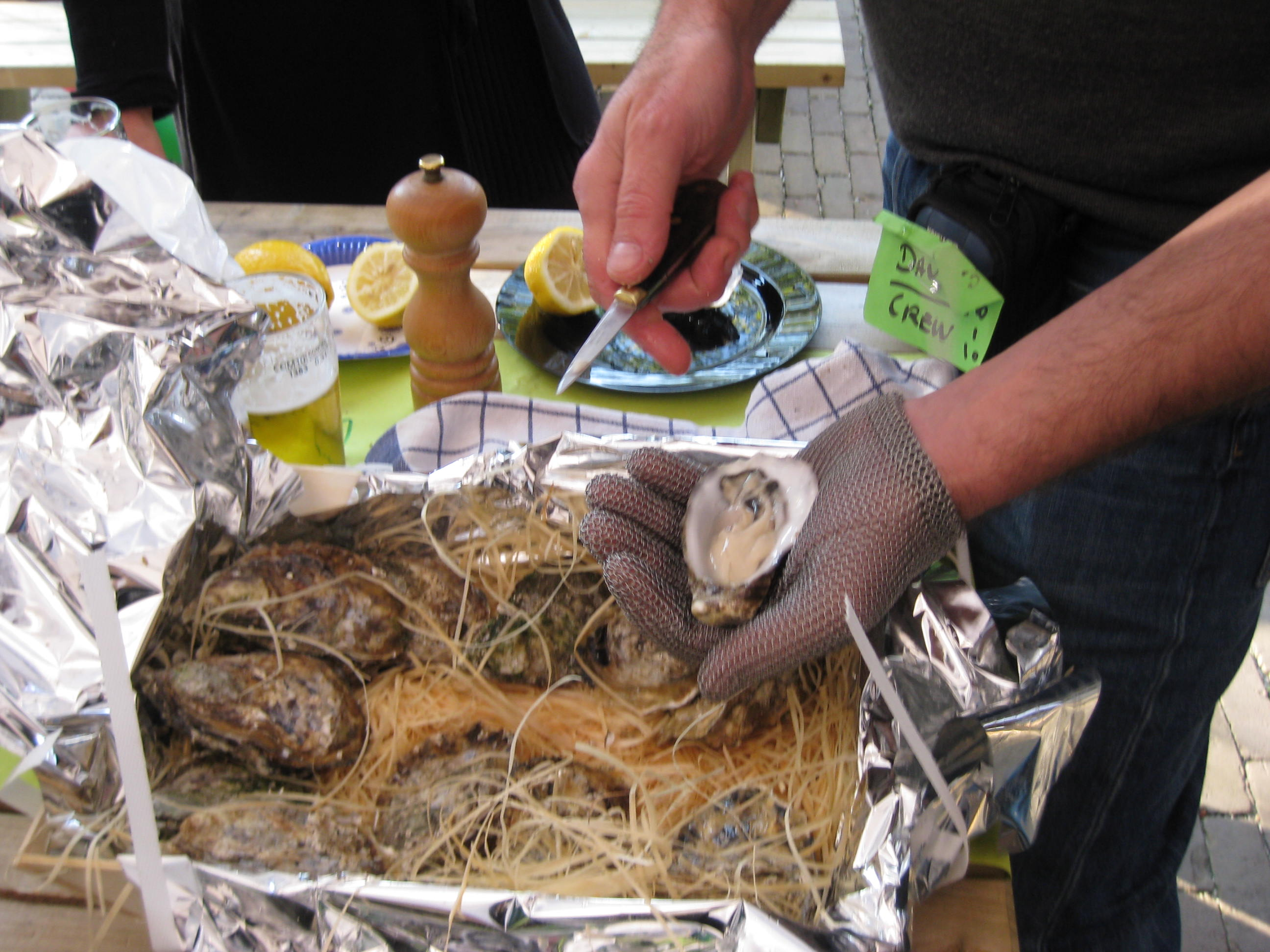
Het openmaken van oesters met een oestermes en -handschoen

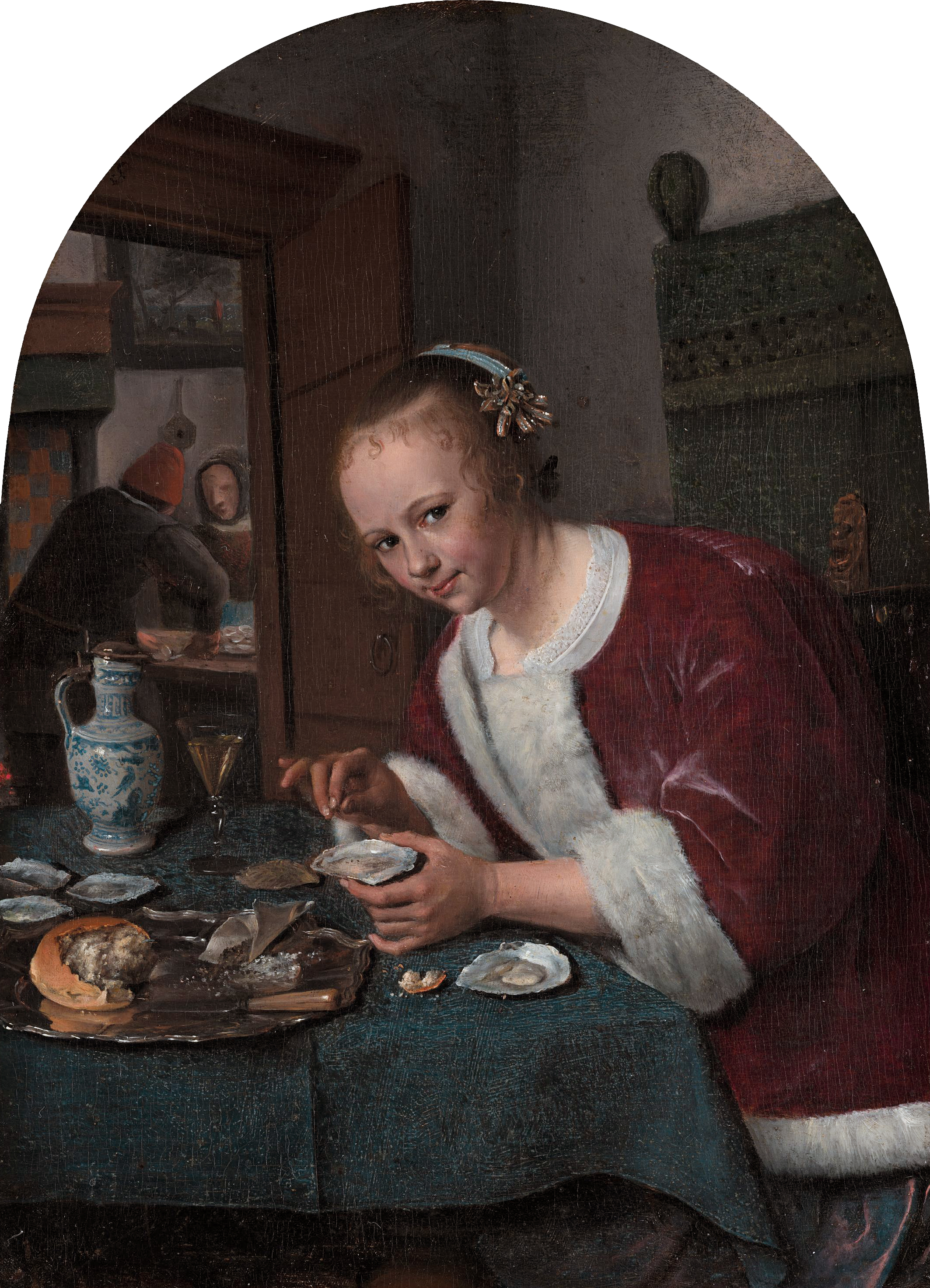
Het oestereetstertje, Jan Steen, ca. 1658

Een oester is een eetbaar weekdier dat in ondiepe, warme wateren van de oceaan leeft. De schelp bestaat uit twee kleppen, de bovenste is vlak en de onderste gebogen. De buitenkant is ruw, grijskleurig en hard; aan de binnenkant bevindt zich het vlees dat kan variëren van romig beige tot grijskleurig. De smaak varieert van zout tot zacht. Oesters worden meestal levend gegeten.
De meeste soorten zijn te klein om te kunnen worden gegeten, maar de Amerikaanse of gewone oester kan 5–15 cm groot worden en de Japanse oester tot 40cm groot. In warme wateren groeien oesters in 5,5 jaar tot het gewenste formaat; in koelere wateren duurt de groei ongeveer 4 tot 5 jaar. 
De Amerikaanse of gewone oesters worden gevangen of gekweekt, met name in de Verenigde Staten (zowel aan de oost- als westkust). In de Atlantische Oceaan worden oesters vooral gekweekt in de gebieden van de Delaware Bay en de Chesapeake Bay, en in de wateren rond Long Island. Er zijn ook kweekgebieden aan de kust van de Golf van Mexico.
In Europa zijn er grote oesterkwekerijen langs de Franse Atlantische kust vanaf Bretagne tot aan Bordeaux. Het Nederlandse centrum van de oesterkweek is Yerseke. Aan de Vlaamse kust rest nog een oesterput in Oostende.

## Nederlandse markt
Op de Nederlandse markt zijn van oudsher de Zeeuwse oesters populair. Andere verkrijgbare soorten  zijn Belon, Creuses blanches de Normandie, Fines de claire en Gillardeau.

## Classificatie
Het grootste en zwaarste deel van de oester is de oneetbare schelp die per oester in omvang behoorlijk kan verschillen. Omwille van eerlijke handel en om gelijke porties te kunnen serveren worden in Europa de meeste oesters volgens een classificatiesysteem genummerd en gesorteerd. Hiervoor worden de volgende nummers gebruikt. 
- n°5 : tussen de 30 g en 45 g
- n°4 : tussen de 46 g en 65 g
- n°3 : tussen de 66 g en 85 g
- n°2 : tussen de 86 g en 110 g
- n°1 : tussen de 111 g en 150 g
- n°0 : meer dan 151 g

## Bereidingswijzen
- Oesters in gelei
- Oesters in witte wijngelei op broodcroutons
- Oesters volgens Lucullus
- Oesters op Russische wijze
- Oesters met ravigote
- Oesters à la Meunière
- Oesters kirkpatrick
- Oesters met mornaysaus
- Oestercocktail
- Oestersaus
- Oyster Rockefeller
- Warme oesters met champagne